# Bork Vikingehavn

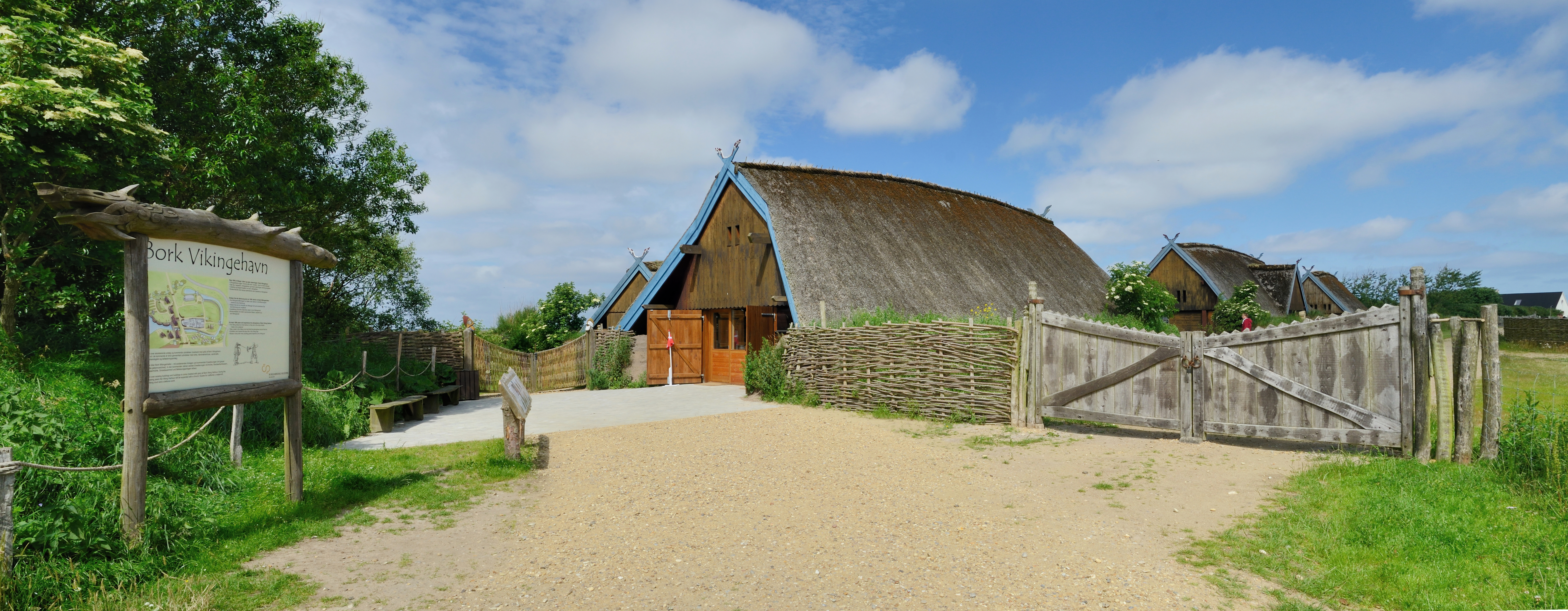
Bork Vikingehavn

Bork Vikingehavn is een openluchtmuseum in Denemarken gewijd aan de tijd van de Vikingen in Jutland. Het museum ligt aan de zuidkant van de Ringkøbingfjord en is onderdeel van het Ringkøbing-Skjernmuseum. 
Het museum werd opgericht in 2000. Het omvat een nagebouwd vikingdorp (met huizen gebaseerd op de vikingopgravingen uit de jaren 1990 rond Tarm) en een haven met vikingschepen.